# سیدآباد (دماوند)

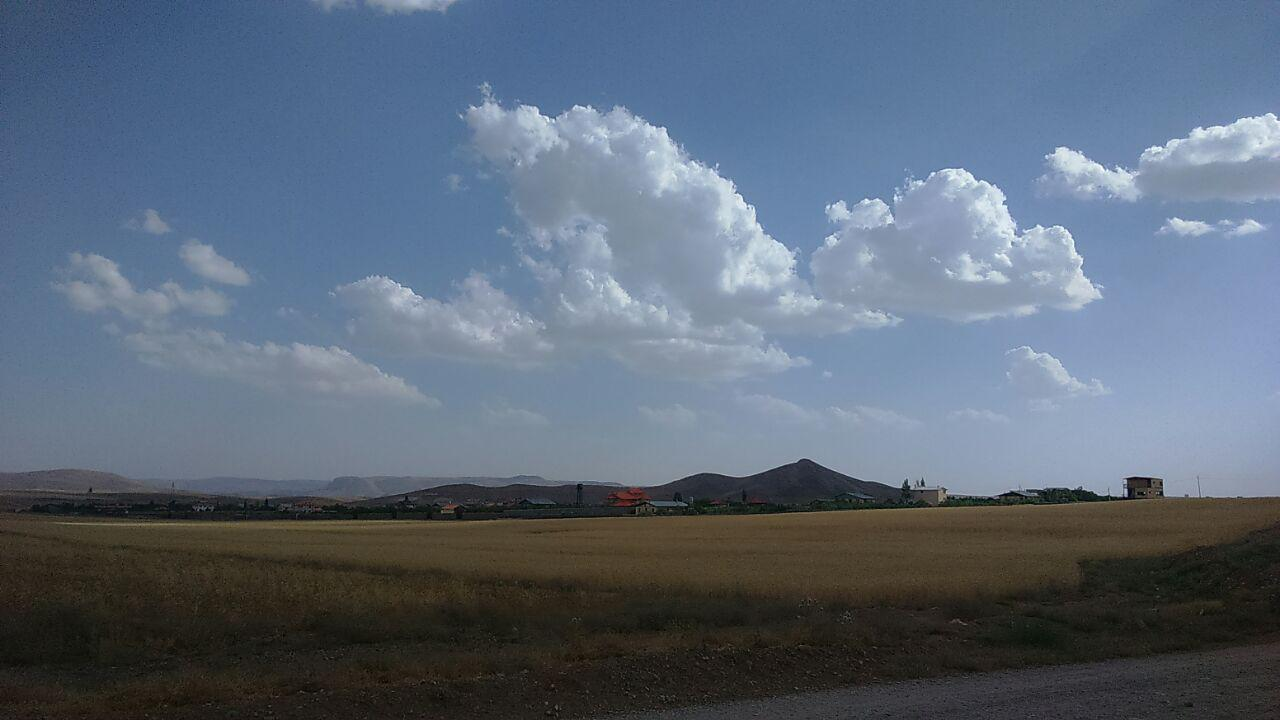
نمایی از هومند روستای سیدآباد

سیدآباد روستایی از توابع بخش مرکزی شهرستان دماوند در استان تهران ایران است.
روستای سیدآباد در ۸۵ کیلومتری تهران و در کنار جادهٔ مخصوص تهران به فیروزکوه واقع شده‌است. این روستا همچنین در ابتدای جادهٔ تهران به گرمسار که یک انشعاب از جادهٔ اصلی تهران به فیروزکوه می‌باشد قرار دارد. همچنین جادهٔ فرعی به غار رودافشان از این روستا شروع می‌شود و جادهٔ دسترسی به دریاچه‌های تار و هویر نیز از این روستا می‌گذرد.
در ۱۰ کیلومتری روستا رودخانه دلیچای جریان دارد. این روستا به دلیل ارتفاع زیاد یک رصدگاه عالی در استان تهران دارد که دارای ویژگی دسترسی بسیار سریع از تهران و آلودگی نوری نسبتاً کم می‌باشد. افق شرقی رصدگاه تا ۲ درجه بسته می‌باشد. افق شمالی به خاطر رشته کوه‌های البرز تا حدود ۵ درجه بسته می‌باشد. افق‌های غربی و جنوبی بسته به این که در کجای روستای سیدآباد مستقر شوید متفاوت می‌باشند.
قیمت زمین در این روستا به نسبت توجه  به نزدیکی به تهران و موقعیت جغرافیایی مناسب تر از باقی روستاهای اطراف دماوند بوده و برای یک سرمایه گذاری مرقون به صرفه میباشد از انجا که 
این روستا که در حقیقت در دشت واقع شده در تمام طول روز دارای وزش باد میباشد.و هوای انجا نسبت به باقی روستاهای اطراف خنکتر میباشد.
مردم محلی این روستا از قومیت طبری هستند و به زبان طبری دماوندی که گویشی از زبان مازندرانی می‌باشد صحبت می‌کنند. (زبان فارسی نیز در بین مردم محلی و تهرانی‌های ساکن در این روستا کاملاً رایج است.

## جمعیت
این روستا در دهستان ابرشیوه قرار دارد و براساس سرشماری مرکز آمار ایران در سال ۱۳۸۵، جمعیت آن ۲۹۳ نفر (۸۳خانوار) بوده‌است. مردم این روستا از قومیت طبری هستند و به زبان طبری دماوندی که گویشی از زبان مازندرانی می‌باشد صحبت می‌کنند.
روستای سیدآباد را می‌توان دارای دو بخش دانست، نخست بخش اصلی روستا که در شمال جاده تهران فیروزکوه قرار گرفته‌است (که غالباً مردم محلی در آنجا ساکن هستند) و دیگری بخش ویلا نشین و باغات این روستا که (بیشتر وبلا نشینان و مهاجران از سایر نقاط تهران در آن ساکن هستند) در جنوب این محور واقع شده‌است و به علت ارتفاع دارای دید مناسب و مناظر زیبایی می‌باشد.

## آب و هوا
به علت احاطه شدن سیدآباد مابین دریاچه تار و بلندترین کوه‌های شهرستان دماوند از این روستا می‌توان به عنوان مناطق به مهم کوهستانی شهرستان دماوند نام برد که همین امر باعث شده‌است که تابستان این منطقه دارای هوای معتدل و زمستانی دلپذیر باشد.